# Shire Hall
Le Shire Hall à Monmouth au pays de Galles, est une construction de catégorie I des monuments classés au Royaume-Uni. Il a été construit en 1724, et était autrefois le centre pour les Assizes et aux sessions trimestrielles pour le Monmouthshire.

## Historique
En 1840, le tribunal a été le lieu du procès du chef chartiste John Frost et plusieurs autres, accusés de haute trahison pour leur rôle dans le soulèvement de Newport. Le bâtiment a également été utilisé comme une place de marché.
Le Shire Hall est la propriété de Monmouthshire County Council et a des audio guides visuels pour les visiteurs de la salle d'audience 1. Il est actuellement utilisé comme centre d'information touristique et pour les bureaux de la Mairie de Monmouth. Il est en partie ouvert au public.